# Corriol pàl·lid
El corriol pàl·lid
(Anarhynchus pallidus) és una espècie d'ocell de la família dels caràdrids (Charadriidae) que habita costes i llacs salats d'Àfrica oriental i Meridional al sud de Kenya i nord de Tanzània, i al sud-oest d'Angola, Namíbia, Botswana, Zimbàbue, est de Moçambic i Sud-àfrica.